# ASPDH
ASPDH (англ. Aspartate dehydrogenase domain containing) – білок, який кодується однойменним геном, розташованим у людей на довгому плечі 19-ї хромосоми. Довжина поліпептидного ланцюга білка становить 283 амінокислот, а молекулярна маса — 29 946.
| 10         |  | 20         |  | 30         |  | 40         |  | 50         |
| ---------- |  | ---------- |  | ---------- |  | ---------- |  | ---------- |
| MADRGPWRVG |  | VVGYGRLGQS |  | LVSRLLAQGP |  | ELGLELVFVW |  | NRDPGRMAGS |
| VPPSLQLQNL |  | AALGERRPDL |  | VVEVAHPKII |  | HESGAQILRH |  | ANLLVGSPSA |
| LSDQTTERQL |  | LEASQHWDHA |  | VFVARGALWG |  | AEDIRRLDAA |  | GGLRSLRVTM |
| ATHPDGFRLE |  | GPLAAAHSPG |  | PCTVLYEGPV |  | RGLCPFAPRN |  | SNTMAAAALA |
| APSLGFDGVI |  | GVLVADTSLT |  | DMHVVDVELS |  | GPRGPTGRSF |  | AVHTRRENPA |
| EPGAVTGSAT |  | VTAFWQSLLA |  | CCQLPSRPGI |  | HLC        |  |            |

A: Аланін

C: Цистеїн

D: Аспарагінова кислота

E: Глутамінова кислота

F: Фенілаланін

G: Гліцин

H: Гістидин

I: Ізолейцин

K: Лізин

L: Лейцин

M: Метіонін

N: Аспарагін

P: Пролін

Q: Глутамін

R: Аргінін

S: Серин

T: Треонін

V: Валін

W: Триптофан

Кодований геном білок за функціями належить до оксидоредуктаз, фосфопротеїнів. 
Задіяний у такому біологічному процесі, як альтернативний сплайсинг. 
Білок має сайт для зв'язування з НАД, НАДФ. 